# Milwaukee Bucks 1996-1997
La stagione 1996-97 dei Milwaukee Bucks fu la 29ª nella NBA per la franchigia.
I Milwaukee Bucks arrivarono settimi nella Central Division della Eastern Conference con un record di 33-49, non qualificandosi per i play-off.

## Roster
| N° | Naz.                   | Ruolo | Sportivo        | Anno | Alt. | Peso |
| -- | ---------------------- | ----- | --------------- | ---- | ---- | ---- |
| 3  | Stati Uniti (bandiera) | G     | Shawn Respert   | 1972 | 185  | 88   |
| 5  | Stati Uniti (bandiera) | G     | Elliot Perry    | 1969 | 183  | 68   |
| 7  | Stati Uniti (bandiera) | A     | David Wood      | 1964 | 206  | 103  |
| 10 | Stati Uniti (bandiera) | AC    | Armon Gilliam   | 1964 | 206  | 104  |
| 12 | Stati Uniti (bandiera) | GA    | Darrin Hancock  | 1971 | 201  | 93   |
| 13 | Stati Uniti (bandiera) | A     | Glenn Robinson  | 1973 | 201  | 102  |
| 20 | Stati Uniti (bandiera) | G     | Sherman Douglas | 1966 | 183  | 82   |
| 21 | Stati Uniti (bandiera) | GA    | Cuonzo Martin   | 1971 | 196  | 97   |
| 22 | Stati Uniti (bandiera) | GA    | Johnny Newman   | 1963 | 201  | 86   |
| 23 | Stati Uniti (bandiera) | AC    | Joe Wolf        | 1964 | 211  | 104  |
| 28 | Stati Uniti (bandiera) | C     | Andrew Lang     | 1966 | 211  | 111  |
| 34 | Stati Uniti (bandiera) | G     | Ray Allen       | 1975 | 196  | 93   |
| 40 | Stati Uniti (bandiera) | AC    | Jimmy Carruth   | 1969 | 208  | 120  |
| 42 | Stati Uniti (bandiera) | A     | Vin Baker       | 1971 | 211  | 105  |
| 51 | Stati Uniti (bandiera) | AC    | Keith Tower     | 1970 | 211  | 113  |
| 52 | Stati Uniti (bandiera) | A     | Chucky Brown    | 1968 | 201  | 97   |
| 55 | Stati Uniti (bandiera) | AC    | Acie Earl       | 1970 | 208  | 109  |

## Staff tecnico
- Allenatore: Chris Ford
- Vice-allenatori: Bob Weinhauer, Jim Todd, Mike Woodson